# 한국석유공사 본사 빌딩
한국석유공사(영어: Korea National Oil Corporation)는 대한민국 울산광역시 중구 우정동에서 건설된 초고층 건물이다. 2011년에 착공하여 2014년에 완공하였다.

## 같이 보기
- 한국석유공사